# Wohnplätze am Varangerfjord

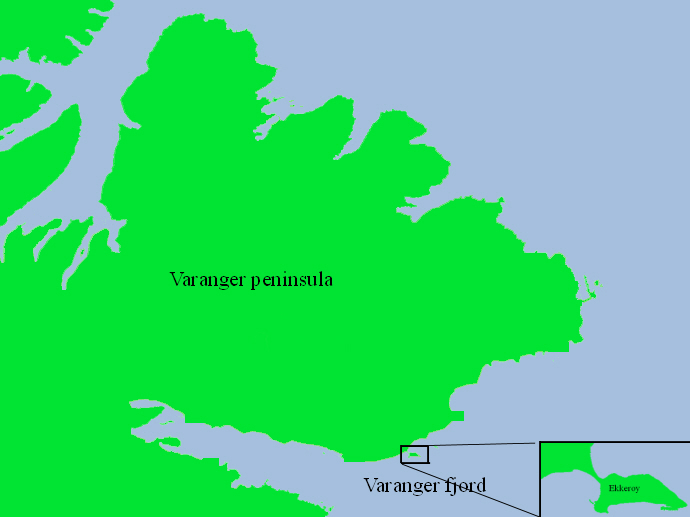
Karte

Die alten Wohnplätze am Varangerfjord im äußersten Nordosten Norwegens oberhalb des Polarkreises nahe der Grenze zu Russland sind seit den 1960er-Jahren Gegenstand archäologischer Forschung. Der Varangerfjord ist der östlichste Fjord Norwegens und bildet die Südgrenze der Varanger-Halbinsel. Die gesamte Gegend im Nordosten Norwegens heißt Varanger. Sie besteht aus der Halbinsel, dem Fjord und dessen südlichem Uferbereich (Sør-Varanger) und gehört zur Provinz Finnmark. Varanger war während der letzten Eiszeit vollständig von Gletschern bedeckt. Am Ende des Jüngeren Dryas (etwa 12.500 bis 11.500 v. Chr.) wurde es eisfrei.
Während der jungsteinzeitlichen Gressbakken-Phase (etwa 2400–1800 v. Chr.) war die Gegend Heimat von Jägern und Sammlern, die im arktischen Klima in halb unterirdischen Strukturen lebten. Archäologische Funde legen nahe, dass ab 2000 v. Chr. ein hoher Grad an Sesshaftigkeit bestand und die Bevölkerungsdichte relativ hoch war.
Bisher wurden am Varangerfjord 39 Wohnplätze, (wie Advik, Bergeby, Gressbakken, Hoybukt, Karleborn und Kalkillebukta) mit Hinweisen auf bis zu 30 Häuser aus der Gressbakken-Phase identifiziert und 1978 wurde ein Haus in Nyelv Nedre Vest ausgegraben. Das Gressbakkenhaus (dt. „Grashügelhaus“; norwegisch Gressbakken hus) ist eine in den Boden eingetiefte Wohnstruktur mit Feuerstellen im Inneren.
Die Gressbakkenwohnplätze bilden zwei unterschiedliche Gruppen: Plätze an der Innenförde und Plätze auf den Bodden. Die Häuser entlang des inneren Fjordes scheinen tiefer ins Erdreich gegraben und regelmäßiger mit umfangreichen Køkkenmøddinger („Küchenabfallhaufen“) und zahlreichen Artefakten umgeben zu sein. Die meisten wurden ganzjährig bewohnt, mit der größten Wohndichte im Winter und Frühjahr, als die Menschen am inneren Fjord Kabeljau, Sattelrobben und Zugvögel verspeisten. Diese Plätze wurden auch während der Sommer besetzt, jedoch scheint nur eine Kernbevölkerung an der Innenförde verblieben zu sein, die hauptsächlich von Seelachs und undomestizierten Rentieren lebte.
Die Plätze auf den Bodden waren flacher ins Erdreich gegraben und primär im Frühjahr und Sommer bewohnt. Seelachs und junge Ringelrobben wurden hier verzehrt. Die meisten dieser Plätze wurden während der Wintermonate aufgegeben.
Die Artefakte am Varangerfjord bestehen aus Rentierknochen und Geweih, aus denen alle direkt mit dem Angeln und Jagen verbundenen Gerätschaften wie Angelhaken, Harpunen und Pfeilspitzen, aber auch Ahlen, Dolche, Meißel und Schaber hergestellt wurden. Dekorative Gegenstände wie Figuren, Kämme oder Perlen wurden aus Robbenknochen gemacht.